# Kenneth S. Rogoff
Kenneth Saul „Ken“ Rogoff (* 22. März 1953 in Rochester (New York)) ist ein US-amerikanischer Ökonom. Seit 1999 ist er Professor an der Harvard University. Von 2001 bis 2003 war er Chefökonom des Internationalen Währungsfonds (IWF). Er wurde außerdem als Schachspieler bekannt, der den Titel eines Großmeisters trägt.

## Leben
Rogoff erhielt seinen Bachelor und Master an der Yale University mit summa cum laude und der Auszeichnung Honors in Economics. 1980 verlieh ihm das Massachusetts Institute of Technology den Grad eines Ph.D. Sein Dissertationsthema lautete Essays on Expectations and Exchange Rate Volatility.
Von 1980 bis 1983 arbeitete er als Volkswirt beim Board of Governors des Federal Reserve System. Von 1982 bis 1983 war er im Research Department des Internationalen Währungsfonds. Von 1985 bis 1988 war er Associate Professor an der University of Wisconsin–Madison. 1986 wurde er Forschungsstipendiat der Alfred P. Sloan Foundation (Sloan Research Fellow). Seine erste Professur erhielt er 1989 an der University of California at Berkeley. 1992 wechselte er an die Princeton University, an der er für sieben Jahre den Lehrstuhl für Außenwirtschaft leitete.
1999 wechselte Rogoff an die Harvard University, an der er seitdem eine Professur für Public Policy innehat. 2001 bis 2003 war er zusätzlich Chefökonom und Wissenschaftlicher Direktor des IWF.
Seit 2021 zählt ihn der Medienkonzern Clarivate aufgrund der Zahl seiner Zitierungen zu den Favoriten auf einen Nobelpreis (Clarivate Citation Laureates).

## Wissenschaftliche Positionierung
Rogoff gilt als neoliberaler Ökonom,  als Monetarist der Friedman-Schule, Gegner wie Stiglitz bezeichnen ihn sogar als „Marktfundamentalisten“, er sich selbst als „technokratischen Optimisten“.
Er publiziert seit Anfang der 1980er Jahre in großem Umfang zu Fragen der Wirtschaftspolitik und des internationalen Finanzwesens. Seine Schwerpunkte hierbei sind Wechselkurse, internationale Verschuldung und internationale Geldpolitik.
In seiner 1983 herausgegebene Schrift zu Wechselkursen stellte er dar, dass ökonomische Modelle nicht fähig sind, den Wechselkurs genauer als das Random Walk Modell nachzubilden.

### Kontroverse Rogoff–Stiglitz 2002
2001/2002 kam es zu einer Auseinandersetzung zwischen Rogoff und dem Wirtschaftsnobelpreisträger Joseph Stiglitz, einem früheren Chefökonomen der Weltbank. Die Auseinandersetzung wurde getragen von Stiglitz’ Kritik an der Politik des IWF, die dieser in „Die Schatten der Globalisierung“ 2002 ausführlich darstellte. Unter anderem hatte Stiglitz die Ökonomen des IWF als drittklassig bezeichnet. Hauptkritikpunkt war die Schädlichkeit und Kontraproduktivität der Austeritätspolitik im Interesse der Finanzoligarchie. Als Antwort auf die Vorwürfe Stiglitz' schrieb Rogoff im Juli 2002 einen offenen sehr persönlich gehaltenen Brief, in dem er vor allem das keynesianische Konzept der Steigerung der Staatsausgaben als ineffektiv darstellte und gegen Stiglitz polemisierte: „Joe, als Akademiker bist du ein überragendes Genie. Wie John Nash, der ebenfalls den Nobelpreis gewonnen hat, hast du einen ‹beautiful mind›. Als Politiker bist du aber ein bisschen weniger beeindruckend.“ Stiglitz erklärte Rogoffs Verhalten als Versuch, die Ehre von dessen Lehrer und IWF-Architekten Stanley Fisher zu verteidigen, später sei Rogoff zu denselben Ergebnissen gekommen wie er.
Rogoff beurteilt die Erholung der US-Wirtschaft kritisch, so prognostizierte er im August 2008 zur Entwicklung, das Schlimmste komme noch, und sah einen Kollaps großer US-Banken voraus. Zudem untersuchte er in einer Aufsehen erregenden Monographie die Geschichte von Finanzkrisen.

### Fehlerhafte Berechnungen fürGrowth in a time of debt
Kontrovers diskutiert wird seit 2013 sein zusammen mit Carmen Reinhart veröffentlichter Essay Growth in a time of debt. Dieser im Mai 2010 erschienene Beitrag kommt zu dem Schluss, dass das Wirtschaftswachstum einer Volkswirtschaft sich dann stark verringere, wenn die Verschuldung auf mehr als 90 Prozent des Bruttoinlandsproduktes steige. Rogoff war zu dieser Aussage gekommen, nachdem er Wirtschaftsdaten der vergangenen 800 Jahre aus insgesamt 66 Ländern analysiert hatte. Dieser Beitrag wurde von vielen Politikern aufgegriffen, um Austeritätsmaßnahmen zu begründen.
Thomas Herndon, Volkswirtschaftler und Doktorand an der Universität Massachusetts, analysierte die mit Microsoft Excel verarbeiteten Daten und kam zu dem Ergebnis, dass die Excel-Tabelle von Rogoff und Reinhart Fehler enthielt. So bemerkte er, dass Rogoff und Reinhart einige Daten in ihrer Studie sehr merkwürdig gewichtet und einzelne Länder, die trotz hoher Schulden kräftig gewachsen waren (v. a. Neuseeland), ausgeklammert hatten. Auch wurden aufgrund eines Fehlers in den Excel-Formeln einige Daten in der Berechnung nicht berücksichtigt. Nach der Berechnung von Herndon brach das Wirtschaftswachstum auch bei einer Verschuldung ab 90 Prozent des Bruttoinlandsproduktes nicht ein. Kritik an der Arbeit von Rogoff kam unter anderem vom Wirtschaftsnobelpreisträger Paul Krugman. Es wurde u. a. angemerkt, dass die Kausalität umgekehrt sei, Länder hätten deshalb eine hohe Staatsverschuldung, weil sie ernsthafte wirtschaftliche Probleme haben. Rogoff wurde vorgehalten, dass er mit seinen Excel-Fehlern Austeritätspolitik unterstützt und so hohe Arbeitslosigkeit verursacht habe.
Rogoff entgegnete, dass sein Fehler zwar peinlich sei, an den zentralen Forschungsergebnissen allerdings nichts ändere. Eine hohe Staatsverschuldung könne sich negativ auf das Wirtschaftswachstum auswirken. Problematisch an der Diskussion sei auch, dass die Studie von einigen Politikern und politischen Aktivisten verschiedener Lager übertrieben dargestellt worden sei. So sei der Eindruck entstanden, als hätten sie einen einfachen Zusammenhang zwischen Staatsschulden und Wirtschaftswachstum behauptet und sich generell und undifferenziert für Austeritätsmaßnahmen ausgesprochen. Die Frage, ob hohe Staatsverschuldung von geringeren Steuereinnahmen und langsameren Wirtschaftswachstum herrührt, oder ob hohe Staatsverschuldung Wirtschaftswachstum verlangsamt, könne nicht pauschal beantwortet werden. Er glaubt, dass die Kausalität grundsätzlich in beide Richtungen gehen kann, ohne dass man da eine allgemeingültige Aussage treffen könne.
Barry Eichengreen ist der Ansicht, dass Reinhart und Rogoff in ihrer ursprünglichen Analyse nuanciert und vorsichtig gewesen seien. Die daraus abgeleiteten politischen Schlüsse von Olli Rehn und Paul Ryan seien aber fahrlässig gewesen, hier hätten Reinhart und Rogoff widersprechen müssen.

### Vorschlag zur Abschaffung des Bargeldes
2014 schlug Rogoff die Abschaffung des Bargeldes vor und wies auf die Vorteile einer bargeldlosen Wirtschaft hin. Bargeld, so Rogoff, würde die Kriminalität begünstigen. Zentralbanken könnten leichter negative Zinsen durchsetzen, Steuerflüchtige und andere Straftäter hätten es bei bargeldlosem Geldverkehr deutlich schwerer. Dieser Vorschlag wurde auch in Deutschland diskutiert – v. a. Landes-Datenschutzbeauftragte und Verbraucherschützer begannen sich seither mit dem Thema zu befassen.

## Mitgliedschaften und Funktionen
- 2004: Council on Foreign Relations[19]
- Berater im Economic Advisory Panel der Zentralbank der USA (Federal Reserve).
- 2010: National Academy of Sciences
- 2001: American Academy of Arts and Sciences
- 2008: Group of Thirty.

## Schach und Privates
Mit vierzehn Jahren erhielt Rogoff den Titel eines Meisters vom US-Schachverband USCF, und zwei Jahre später unterbrach er die schulische Ausbildung, um sich aufs Schachspiel zu konzentrieren. Rogoff galt als einer der besten Schachspieler der Vereinigten Staaten. Er nahm mehrmals an der US-amerikanischen Schachmeisterschaft teil und erhielt 1978 den Titel eines Internationalen Großmeisters vom Weltschachverband FIDE, nachdem er sich für ein Ausscheidungsturnier zur Ermittlung eines Herausforderers für die Schachweltmeisterschaft qualifiziert hatte. Nach 1980 hat Rogoff keine Elo-gewertete Partie mehr gespielt und wird daher bei der FIDE als inaktiv geführt.
In der Schachszene ist Kenneth Rogoff für eine der kürzesten Partien bekannt. An der Studenten-Weltmeisterschaft in Graz (1973) traf er auf Robert Hübner. Um ihre Position in der Wertungstabelle nicht zu gefährden, einigten sich Rogoff und Hübner darauf, ohne einen Zug zu spielen das Spiel als remis abzubrechen. Die Schiedsrichter bestanden jedoch darauf, dass sie wenigstens einige Züge ausführen müssten. So spielten sie eine Abfolge von lächerlichen Spielzügen und einigten sich sodann auf ein Unentschieden. Die Schiedsrichter griffen wiederum ein und verlangten von beiden Spielern eine Entschuldigung und setzten ein erneutes Spiel um sieben Uhr abends an. Rogoff erschien und entschuldigte sich. Als nach einer Stunde Hübner noch nicht erschienen war, wurde das Spiel als Sieg für Rogoff gewertet.
Rogoff ist verheiratet und hat zwei Kinder.

## Ehrungen
- 2008: Bernhard-Harms-Preis des Instituts für Weltwirtschaft Kiel[22]
- 2011: Deutsche Bank Prize in Financial Economics[23]

## Veröffentlichungen (Auswahl)

### Monografien
- Essays on Expectations and Exchange Rate Volatility. 1980, Dissertation.
- mit Maurice Obstfeld: Foundations of International Macroeconomics. MIT Press, Cambridge MA u. a. 1996, ISBN 0-262-15047-6.
- als Herausgeber mit Maurice Obstfeld und Gita Gopinath: Foundations of International Macroeconomics. Solutions Manual. MIT Press, Cambridge MA u. a. 1998, ISBN 0-262-65050-9.
- als Herausgeber mit Gene M. Grossman: Handbook of International Economics. Band 3. North Holland, Amsterdam 1995, ISBN 0-444-81547-3.
- mit Carmen M. Reinhart: This Time is different. Eight Centuries of Financial Folly. Princeton University Press, Princeton NJ u. a. 2009, ISBN 978-0-691-14216-6.
  - deutsch: mit Carmen M. Reinhart: Dieses Mal ist alles anders. Acht Jahrhunderte Finanzkrisen. FinanzBuch Verlag, München 2010, ISBN 978-3-89879-564-7.
- The Curse of Cash. Princeton University Press, Princeton NJ 2016, ISBN 978-0-691-17213-2.
  - deutsch: Der Fluch des Geldes. Warum unser Bargeld verschwinden wird. FBV, München 2016, ISBN 978-3-89879-966-9.
- Our Dollar, Your Problem. Yale University Press, New Haven 2025, ISBN 978-0-300-27531-5. 
  - Our Dollar, your Problem: Aufstieg und Fall des Dollars und was seine Instabilität für uns und die globalen Finanzmärkte bedeutet. Top-Ökonom über Währungs- und Wirtschaftskrisen, FBV, München 2025, ISBN 978-3-95972-826-3.

### Beiträge in wissenschaftlichen Zeitschriften
- mit Richard A. Meese: Empirical Exchange Rate Models of the Seventies: Do They Fit Out of Sample? In: Journal of International Economics. Bd. 14, Nr. 1/2, 1983, S. 3–24, doi:10.1016/0022-1996(83)90017-X.
- mit Jeremy Bulow: Sovereign Debt: Is to Forgive to Forget? In: The American Economic Review. Bd. 79, Nr. 1, 1989, S. 43–50, JSTOR:1804772.
- Equilibrium Political Budget Cycles. In: The American Economic Review. Bd. 80, Nr. 1, 1990, S. 21–36, JSTOR:2006731.
- mit Maurice Obstfeld: The Mirage of Fixed Exchange Rates. In: The Journal of Economic Perspectives. Bd. 9, Nr. 4, 1995, S. 73–96, doi:10.1257/jep.9.4.73.
- mit Maurice Obstfeld: Exchange Rate Dynamics Redux. In: Journal of Political Economy. Bd. 103, Nr. 3, 1995, S. 624–660, JSTOR:2138701.
- The Purchasing Power Parity Puzzle. In: Journal of Economic Literature. Bd. 34, Nr. 2, 1996, S. 647–668, JSTOR:2729217.
- mit Maurice Obstfeld: The Six Major Puzzles in International Macroeconomics: Is there a Common Cause? In: NBER Macroeconomics Annual. Bd. 15, 2000, S. 339–390, doi:10.1086/654423.
- mit Carmen M. Reinhart: The Modern History of Exchange Rate Arrangements: A Reinterpretation. In: The Quarterly Journal of Economics. Bd. 119, Nr. 1, 2004, S. 1–48, JSTOR:25098676.
- mit Jeremy Bulow: Grants versus Loans for Development Banks. In: The American Economic Review. Bd. 95, Nr. 2, 2005, S. 393–397, JSTOR:4132854.
- mit Carmen M. Reinhart: Growth in a Time of Debt. In: The American Economic Review. Bd. 100, Nr. 2, 2010, S. 573–578, Download (PDF; 266 kB).